# Sophie Amalie Moth
Sophie Amalie Moth (født 28. marts 1654, død 17. januar 1719 på Jomfruens Egede) var kong Christian 5.'s elskerinde. Hun og Christian 5. fik fem børn, som i 1679 blev optaget i grevestanden under navnet Gyldenløve. I 1677 blev hun udnævnt til grevinde af Samsøe. Hun er stammoder til den stadig eksisterende adelsslægt Danneskiold-Samsøe.
Sophie Amalie Moth var den første officielt anerkendte kongelige elskerinde i Danmark.

## Biografi
Sophie Amalie Moth blev født 28. marts 1654 i København som datter af Frederik 3.s livlæge Poul Moth og hans hustru Ida Dorothea Bureneus. Hun voksede op ved hoffet med sine søskende.
Nogle måneder efter Kong Christian 5.s tronbestigelse, kom hun, 16 år gammel, i forbindelse med kongen, og blev snart hans elskerinde. Forholdet blev snart kendt i hofkredse, men foreløbig trådte hun ikke meget frem; hun boede en tid hos en søster, Elisabeth Margrethe Moth (1652 København-1704), som i 1665 var blevet gift med proviantkommissær Nicholaus (Nicolaj) Hansen Bennich (Bennick) til Husumgård og Hjermeslevgård (død 1675 i Wolfenbüttel).
Hendes stilling som kongens officielt anerkendte elskerinde blev først fastslået ved Griffenfelds fald, da kongen forærede hende Samsø og 31. december 1677 ophøjede hende til grevinde af Samsø; ved et åbent brev af 1. januar 1679 erklærede kongen desuden sine børn med hende for sine naturlige børn med tilnavnet Gyldenløve. Hun synes at have været temmelig ubetydelig og har vist heller ikke haft nogen som helst politisk indflydelse. Den indskrænkede sig, så vidt man kan se, til at opnå forskellige personlige begunstigelser for hendes nærmeste slægt.
Efter kongens død levede hun et meget tilbagetrukket liv på herregården Jomfruens Egede på Sydsjælland, efter sigende opfyldt af dyb anger over sit tidligere liv.

## Børn
Hun blev mor til to sønner og tre døtre, hvoraf to af døtrene døde i ung alder:
- Christiane Gyldenløve (1672-1689), blev 1686 gift med grev Frederik Ahlefeldt (1662-1708) søn af grev Frederik Ahlefeldt (1623-1686)
- Christian Gyldenløve (1674-1703)
- Sophie Christiane Gyldenløve (1675-1684)
- Anna Christiane Gyldenløve (1676-1689)
- Ulrik Christian Gyldenløve (1678-1719).
- Et sjette barn, en datter, fødtes i 1682 og døde i 1684.